# ジャック・マクダフ
ジャック・マクダフ（Jack McDuff、1926年9月17日 - 2001年1月23日）は、アメリカ合衆国イリノイ州出身のジャズ・オルガン奏者。1960年代のソウル・ジャズの代表的なプレイヤーの一人。

## 来歴
最初はピアノを習い、1957年にオルガンに転向。1960年、プレスティッジ・レコードと契約し、バンドリーダーとしてデビュー。グラント・グリーンやジョージ・ベンソン等が、マクダフのバンドを経て有名プレイヤーとなった。ジョージ・ベンソンのデビュー作『ザ・ニュー・ボス・ギター・オブ・ジョージ・ベンソン』（1964年）にも全面参加。
1966年、アトランティック・レコードに移籍。以後、様々なレーベルに録音を残す。1970年にブルーノートから発表した『To Seek A New Home』は、イギリスで現地のミュージシャンと共に制作。1970年代にはキーボードも演奏するようになるが、1980年代後半には、本来のオルガン中心の路線に回帰。1991年にコンコード・レコードから発表した『ジャック・マクダフ&フレンズ・フィーチャリング・ジョージ・ベンソン (Color Me Blue)』には、ジョージ・ベンソンとの再会セッションを収録。
2000年1月の東京公演では、日本のオルガン奏者KANKAWAと共演。この時のライブ・レコーディングが、マクダフ最後の録音となった。
2001年1月23日、心不全のためミネアポリスで死去。

## ディスコグラフィ

### リーダー・アルバム
プレスティッジ・レコード
- Brother Jack (1960年) ※with ビル・ジェニングス
- Tough 'Duff (1960年) ※with ジミー・フォレスト、レム・ウィンチェスター
- 『ザ・ハニードリッパー』 - The Honeydripper (1961年) ※with ジミー・フォレスト、グラント・グリーン
- 『グッドナイト、イッツ・タイム・トゥ・ゴー』 - Goodnight, It's Time to Go (1961年) ※with ハロルド・ヴィック、グラント・グリーン
- Brother Jack Meets the Boss(1962年) ※with ジーン・アモンズ
- 『スティット・ミーツ・ブラザー・ジャック』 - Stitt Meets Brother Jack (1962年) ※with ソニー・スティット
- Screamin' (1962年) ※with レオ・ライト、ケニー・バレル
- Somethin' Slick! (1963年) ※with ケニー・バレル
- 『クラッシュ!』 - Crash! (1963年) ※with ケニー・バレル
- 『ライヴ!』 - Brother Jack McDuff Live! (1963年) ※with レッド・ホロウェイ、ジョージ・ベンソン
- Brother Jack at the Jazz Workshop Live! (1963年) ※with レッド・ホロウェイ、ハロルド・ヴィック、ジョージ・ベンソン
- Prelude (1963年) ※with ベニー・ゴルソン
- Cookin' Together (1964年) ※with レッド・ホロウェイ、ジョージ・ベンソン、ジョー・デュークス
- The Dynamic Jack McDuff (1964年) ※with ベニー・ゴルソン[3]
- The Concert McDuff (1964年) ※with レッド・ホロウェイ、ジョージ・ベンソン
- Silk and Soul (1965年) ※with レッド・ホロウェイ、ジョージ・ベンソン
- 『ホット・バーベキュー』 - Hot Barbeque (1965年) ※with レッド・ホロウェイ、ジョージ・ベンソン
- Walk On By (1966年) ※with レッド・ホロウェイ、ハロルド・アウズリー、パット・マルティーノ
- Hallelujah Time! (1967年)
- The Midnight Sun (1968年)
- Soul Circle (1968年)
- I Got a Woman (1969年)
- Steppin' Out (1969年)
- On With It! (1971年) ※1961年録音。with ハロルド・ヴィック

アトランティック・レコード
- 『ア・チェンジ・イズ・ゴナ・カム』 - A Change Is Gonna Come (1966年)
- 『タバコ・ロード』 - Tobacco Road (1966年)
- 『ドゥ・イット・ナウ』 - Do It Now! (1967年)
- 『ダブル・バレルド・ソウル』 - Double Barrelled Soul (1967年) ※with デヴィッド・"ファットヘッド"・ニューマン

Cadet/GRTレコード
- 『ザ・ナチュラル・シング』 - The Natural Thing (1968年)
- Getting Our Thing Together (1968年) ※with リチャード・エヴァンス
- Gin and Orange (1969年)
- 『ヒーティン・システム』 - The Heatin' System (1971年)
- Check This Out (1972年) ※ライブ
- The Fourth Dimension (1974年)
- Magnetic Feel (1975年)

ブルーノート・レコード
- 『ダウン・ホーム・スタイル』 - Down Home Style (1969年)
- 『ムーン・ラッピン』 - Moon Rappin' (1970年)
- To Seek a New Home (1970年)
- 『フー・ノウズ・ホワット・トゥモロウズ・ゴナ・ブリング』 - Who Knows What Tomorrow's Gonna Bring? (1971年)

コンコード・ジャズ・レコード
- 『ジャック・マクダフ&フレンズ・フィーチャリング・ジョージ・ベンソン』 - Color Me Blue (1992年) ※with ジョージ・ベンソン
- 『ライト・オン・キャプテン』 - Write On, Capt'n (1993年)
- The Heatin' System (1994年)
- It's About Time (1995年) ※with ジョーイ・デフランセスコ
- That's The Way I Feel About It (1996年) ※with クリス・ポッター
- (Down Home) Blues (1997年) ※with ジーン・ハリス
- Bringin' It Home (1998年) ※with レッド・ホロウェイ、ジョージ・ベンソン
- Brotherly Love (2001年) ※with レッド・ホロウェイ、パット・マルティーノ

その他のレーベル
- 『ソフィスティケイテッド・ファンク』 - Sophisticated Funk (1976年、Chess/All Platinum)
- Kisses (1981年、Sugar Hill)
- Having A Good Time (1982年、Sugar Hill)
- 『リヴ・イット・アップ』 - Live It Up (1984年、Sugar Hill/Chess/MCA)
- 『リフト・エヴリ・ヴォイス&シング』 - Lift Every Voice And Sing (1984年、JAM [Jazz America Marketing])
- The Re-Entry (1988年、Muse) ※with セシル・ブリッジウォーター、ヒューストン・パーソン
- Another Real Good 'Un (1990年、Muse) ※with セシル・ブリッジウォーター、ヒューストン・パーソン
- Jack-Pot (1997年、Red [イタリア]) ※1991年録音

### コンピレーション・アルバム
- Brother Jack McDuff's Greatest Hits (1967年、Prestige)
- Brother Jack McDuff Plays For Beautiful People (1968年、Prestige)
- The Best Of Brother Jack McDuff Live! (1969年、Prestige)
- The Best Of Brother Jack McDuff & The Big Soul Band (1970年、Prestige) ※with ベニー・ゴルソン
- Rock Candy (1972年、Prestige)
- George Benson/Jack McDuff (1977年、Prestige)
- Crash! Jack McDuff Featuring Kenny Burrell (1994年、Prestige)
- Brother Red: Red Holloway With Jack McDuff, George Benson, Joe Dukes (1994年、Prestige)
- Live! (1994年、Prestige)
- Legends Of Acid Jazz: Jack McDuff (1997年、Prestige)
- Legends Of Acid Jazz: Jack McDuff – Brother Jack (1999年、Prestige)
- Silken Soul (2000年、Prestige)
- The Soulful Drums (2001年、Prestige)
- The Concert McDuff (2002年、Prestige)
- The Last Goodun' (2002年、Prestige)
- Funk Pie (2002年、Recall)
- The Best Of The Concord Years (2003年、Concord Jazz)
- Prelude: Jack McDuff Big Band (2003年、Prestige)
- Willis Jackson With Jack McDuff – Together Again! (2003年、Prestige)
- Jack McDuff: Eight Classic Albums (2013年、Real Gone Jazz) ※4CD

### 参加アルバム
ジーン・アモンズ
- Twisting the Jug (1961年、Prestige)
- 『ソウル・サミット』 - Soul Summit (1962年、Prestige)
- 『ソウル・サミットVol.2』 - Soul Summit Vol. 2 (1963年、Prestige) ※1961年-1962年録音

ジョージ・ベンソン
- 『ザ・ニュー・ボス・ギター・オブ・ジョージ・ベンソン』 - The New Boss Guitar of George Benson (1964年、Prestige)

ジョシュア・ブレイクストーン
- 『グラント・グリーンに捧ぐ』 - Remembering Grant Green (1996年、Evidence) ※1993年録音

ケニー・バレル
- 『ブルージン・アラウンド』 - Bluesin' Around (1983年、Columbia) ※1962年録音

ハンク・クロフォード
- Double Cross (1968年、Atlantic)

キング・カーティス
- 『オールド・ゴールド』 - Old Gold (1961年、Tru-Sound)

ジョー・デュークス
- The Soulful Drums of Joe Dukes (1964年、Prestige)

グラント・グリーン
- 『グラントスタンド』 - Grantstand (1962年、Blue Note)

ロイ・ハーグローヴ
- The Vibe (1992年、Novus)

ジーン・ハリス
- Alley Cats (1999年、Concord) ※1998年ライブ録音

ウィリス・ジャクソン
- Please Mr. Jackson (1959年、Prestige)
- 『クール・ゲイター』 - Cool "Gator" (1960年、Prestige)
- Blue Gator (1960年、Prestige)
- Cookin' Sherry (1961年、Prestige)
- Together Again! (1965年、Prestige)
- Together Again, Again (1966年、Prestige)
- The Best of Willis Jackson With Brother Jack McDuff (1969年、Prestige)

エタ・ジェイムス・アンド・エディ・ヴィンソン
- Blues in the Night Volume One: The Early Show (1986年、Fantasy)
- The Late Show: Blues in the Night Volume 2 (1987年、Fantasy)

ビル・ジェニングス
- Enough Said! (1959年、Prestige)
- Glide On (1960年、Prestige)

KANKAWA
- 『オルガン・ミーティング』 - Organ Meeting (2001年)

ローランド・カーク
- 『カークズ・ワーク』 - Kirk's Work (1961年、Prestige)

カーメン・マクレエ
- 『ファイン・アンド・メロウ』 - Fine and Mellow: Live at Birdland West (1987年、Concord)

マイク・パシェリ
- Meeting Point (1999年、Fullblast)

ヒューストン・パーソン
- The Real Thing (1973年、Eastbound)

ベティ・ローシェ
- 『シンギン&スウィンギン』 - Singin' & Swingin' (1960年、Prestige)

シェイキー・ジェイク・ハリス
- Good Times (1960年、Bluesville)

デイヴ・スペクター
- Left Turn On Blue (1995年、Delmark)[4]

ソニー・スティット
- Soul Shack (1963年、Prestige)
- The Best of Sonny Stitt With Brother Jack McDuff (1969年、Prestige)
- The Best of Sonny Stitt With Brother Jack McDuff/For Lovers (1970年、Prestige)

ウィンストン・ウォールズ
- Boss Of The B-3 (1993年、Schoolkids)

ジョー・ウィリアムズ
- 『ナッシング・バット・ザ・ブルース』 - Nothin' but the Blues (1983年、Delos)

ジミー・ウィザースプーン
- The Blues Is Now (1967年、Verve)